# 技適マーク
技適マーク（ぎてきマーク）とは、無線通信機器において、技術基準適合証明と技術基準適合認定のいずれか、あるいは両者の認証がなされていることを表示するマークで、総務省令によって定められたものである。

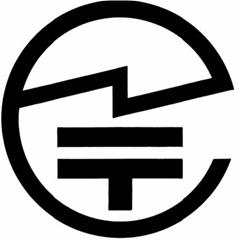
技適マーク

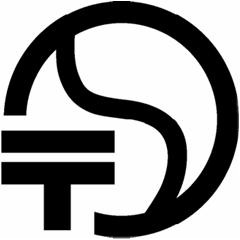
旧技適マーク

## 概要
技術基準適合証明は電波法令上の特定無線設備に対する認証と、技術基準適合認定は電気通信事業法令上の端末機器に対するそれと対象が異なる為、当初はマークも異なるものを用いていた。また、技術基準適合証明の認証を要する機器の一部には、郵政大臣（現総務大臣）から不正使用防止の為のID（呼出符号）を指定される為、コードレス電話やPHS端末などには3種類のマークを表示しなければならなかった。
しかし、機器が小形化し特に複数マークの表示が困難なものになり、1995年4月よりこれらは統合されマークは単数となった。更に筐体への印刷またはラベル貼付ではなく、ディスプレイ表示することもできるようになった。また、複数の特定無線設備を搭載する機器には単一の工事設計認証番号が付与されることにもなった。
なお、技適マークには認証の種類を表す記号および認証の内容に関する番号も併記することが義務付けられている。

## 表示

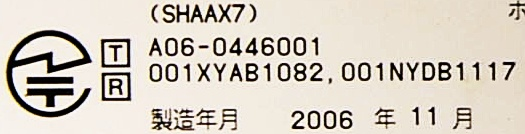
マークの表示例
上段は技術基準適合認定
の設計認証番号
下段二つが技術基準適合証明
の工事設計認証番号

### 様式
特定無線設備の技術基準適合証明等に関する規則（以下、「証明規則」と略す。）様式第7号および第14号ならびに端末機器の技術基準適合認定等に関する規則（以下、「認定規則」と略す。）様式第7号および第14号による。
- 大きさは直径3mm以上
- 材料は容易に損傷しないもの（電磁的表示を除く。）
- 色彩は適宜、但し容易に表示を識別できること

### 認証の内容
上記の総務省令および、これらに基づく告示による。
| 認証の種類 | 認証の種類           | 記号 | 番号 | 備考 |
| --- | -------------------- | ---- | --- | --- |
| 技術基準適合証明 | 技術基準適合証明     | 🅁    | 1-3字目は証明機関、 4又は4-5字目は 特定無線設備の種別、 以降は証明機関による 5字以内の英字および 1字以上10字以内の数字。                                | 当初（市民ラジオは1991年（平成3年）9月）から 2001年（平成13年）9月10日までは、 1又は1-2字目が特定無線設備の種別、 証明機関の表示は無い。 前記以後2003年（平成15年）6月までは、 1-2字目が証明機関、 3又は3-4字目が特定無線設備の種別。 |
| 技術基準適合証明 | 工事設計認証         | 🅁    | 1-3字目は証明機関、 4字目はハイフン(-)、 5字目から10字目までは 証明機関による。 （種別表示を要しない、 複数工事設計を 単一番号で表せる。）              | 2011年（平成23年）12月15日までは、 技術基準適合証明番号と同様。 第一種・第二種特定無線設備は同年12月16日から実施。 第三種特定無線設備は2013年（平成25年）4月から実施。                                                                |
| 技術基準適合証明 | 技術基準適合自己確認 | 🅁    | 1-6字目は届出番号、 7又は7-8字目は特定無線設備の種別、 続く2字は届出年の西暦の下2字。                                                                   | 2004年（平成16年）以降。 |
| 技術基準適合認定 | 技術基準適合認定     | 🄰    | 先頭は端末機器の種別 （字数が複数のこともある。）、 次に申請年の西暦の下2字、 次にハイフン(-)、 次に認定機関での年毎の通し番号4字、 末尾は認定機関3字。 | 1999年（平成11年）3月15日までは、 認定機関の表示は無い。 前記以降2004年（平成16年）1月24日までは、 末尾2字又は3字が認定機関。 |
| 技術基準適合認定 | 設計認証             | 🅃    | 先頭は端末機器の種別 （字数が複数のこともある。）、 次に申請年の西暦の下2字、 次にハイフン(-)、 次に認定機関での年毎の通し番号4字、 末尾は認定機関3字。 | 1999年（平成11年）3月15日までは、 認定機関の表示は無い。 前記以降2004年（平成16年）1月24日までは、 末尾2字又は3字が認定機関。 |
| 技術基準適合認定 | 技術基準適合自己確認 | 🅃    | 1-6字目は届出番号、 次は端末機器の種別 （字数が複数のこともある。）、 末尾2字は届出年の西暦の下2字。                                                    | 2004年（平成16年）以降。 |
| 呼出符号 | 呼出符号             | 🅈    | 郵政大臣の指定による。 | 1998年（平成10年）10月まで。 |
| - 特定無線設備の種別の記号は、証明規則第2条第1項に基づき様式第7号に1又は2英字が規定される。 - 端末機器の種別の記号は、認定規則第3条第1項に基づき様式第7号に1英字が規定される。 |                      |      | | |

電波法第4条第2号には、この表示が付された特定無線設備を適合表示無線設備としている。但し、総務大臣が技術基準に適合していない場合に他の無線局の運用を阻害するような混信その他の妨害又は人体への危害の発生を防止するため特に必要があると認めて公示したものはこの限りではない。

## 技適マークが無効となる場合

### 公示によるもの
電波法と電気通信事業法に各々定められている。
- 電波法第38条の23第1号
  - （電波法令の）技術基準に適合していない場合において、総務大臣が他の無線局の運用を阻害するような混信その他の妨害又は人体への危害の発生を防止するため特に必要があると認めるときは、当該特定無線設備は、第38条の7第1項の規定による表示が付されていないものとみなす。
- 電気通信事業法第55条第1項
  - （電気通信事業法令の）技術基準に適合していない場合において、総務大臣が電気通信回線設備を利用する他の利用者の通信への妨害の発生を防止するため特に必要があると認めるときは、当該端末機器は、第53条第2項の規定による表示が付されていないものとみなす。

この場合は電波法第38条の23第2号および電気通信事業法第55条第2項によりその旨が公示される。

### 無線設備規則附則に定めるもの
電波法令の技術基準改正または周波数割当変更などの理由で、従前の無線設備が一定の期日以後は無効とみなされることがある。この場合は無線設備規則の改正附則に規定される。
2012年（平成24年）4月1日以後に技適マークが無効になる機器は次のようなものがある。
| 根拠                                      | 対象                                            | 施行日           | 有効期限       | 備考                         |
| ----------------------------------------- | ----------------------------------------------- | ---------------- | -------------- | ---------------------------- |
| 平成14年総務省令第21号改正附則第5項       | PHSの無線局（陸上移動局を除く。）               | 平成14年2月28日  | 2012年5月31日  | 端末、小電力レピータは除く。 |
| 平成17年総務省令第119号改正附則第5条第1項 | cdmaOne方式およびCDMA2000方式の携帯電話以外全て | 平成17年12月1日  | 2022年11月30日 | 第5条第2項にある例外を除く。 |
| 平成17年総務省令第156号改正附則第4条第1項 | cdmaOne方式およびCDMA2000方式の携帯電話         | 平成17年12月1日  | 2015年11月30日 |                              |
| 平成22年総務省令第63号改正附則第4項       | 950MHz帯構内無線局 950MHz帯特定小電力無線局     | 平成22年5月4日   | 2018年3月31日  | 電子タグシステム             |
| 平成23年総務省令第134号改正附則第3項      | 60GHz帯陸上移動業務用無線局                     | 平成23年9月27日  | 2021年12月31日 | 高速無線回線用               |
| 平成23年総務省令第162号改正附則第4条      | 800MHz帯MCA無線                                 | 平成23年12月14日 | 2018年3月31日  | アナログ及びデジタル         |
| 平成23年総務省令第162号改正附則第5条      | 1500MHz帯MCA無線                                | 平成23年12月14日 | 2014年3月31日  | アナログ及びデジタル         |
| 平成24年総務省令第59号改正附則第5項       | 800MHz帯特定ラジオマイク                        | 平成24年7月25日  | 2019年3月31日  | アナログ及びデジタル         |
| 注 有効期限は原文では元号表示である。     |                                                 |                  |                |                              |

## 確認
新技適か確認するには、技術適合証明が新マークか、もしくは、総務省電波利用ホームページにある、「技術基準適合証明等を受けた機器の検索」を使用する。

## 規制事項

### 電波法
第4条に「無線局を開設しようとする者は、総務大臣の免許を受けなければならない。ただし、次の各号に掲げる無線局については、この限りでない。」とある。ここで適合表示無線設備であることが、
- 免許・登録を必要としない機器とする要件のものには、市民ラジオ、いわゆる小電力無線局
- 免許・登録を申請できる機器とする要件のものには、構内無線局、簡易無線局、携帯電話端末など

としている。また改造を防止するため、無線設備規則に「筐体を容易に開けることができないこと。」となっている。

すなわち、適合表示無線設備と同等の機能であっても技術基準適合証明の技適マークの無い機器、または技適マークがあるが改造された機器の使用は、総務大臣の免許の無いまま無線局を開設したこととなり、第110条第1号により1年以下の懲役又は100万円以下の罰金刑に処される。と規定されているが、マークのない海外製スマートフォンなどの通信機器を輸入して使用するなどしても直ちに逮捕されるというようなことはない。
第38条の7第４項に「特定無線設備の変更の工事をした者は、総務省令で定める方法により、その表示を除去しなければならない。」とある。これに基づき証明規則第8条の2には次のように規定されている。
- 表示の外観が残らないように完全に取り除く。
- 容易にはく離しない塗料により表示を識別することができないように被覆する。
- 電磁的方法による場合は当該表示を映像面に表示することができないようにする。

すなわち、技術基準適合証明の技適マークのついた機器を改造したら、表示を除去しなければならない。これを怠ると第112条第1号により50万円以下の罰金刑に処される。罰則があるように特定無線設備の改造は奨励されるものではない。
技術基準適合証明が無いのに、技適マークまたは紛らわしい表示を無線設備に表示した者は、第38条の7第2項に基づく第112条第1号により、50万円以下の罰金刑に処される。
なお、アマチュア無線で使用されるアマチュア局用の「技適マーク付きアマチュア無線機」の筐体を、無線従事者が修理などで筐体を開閉しても、技適マークは無効にならない。
更にアマチュア無線機器に於いて、技適マークが無くとも、保障認定を受けるなどして免許を得て使用する事は可能。

### 電気通信事業法
第52条に「電気通信事業者は、利用者から端末設備をその電気通信回線設備に接続すべき旨の請求を受けたときは、その接続が総務省令で定める技術基準に適合しない場合その他総務省令で定める場合を除き、その請求を拒むことができない」とある。すなわち、技術基準適合認定の技適マークの無い機器は技術基準に適合するか不明な為、接続を拒否されることがある。
技術基準適合認定が無いのに技適マークまたは紛らわしい表示を端末機器に表示した者は、第53条第3項に基づく第187条第1号により50万円以下の罰金刑に処される。

## 沿革
| 年                  | 月   | 出来事 |
| ------------------- | ---- | --- |
| 1981年 （昭和56年） | 11月 | 郵政省令 特定無線設備の技術基準適合証明に関する規則が制定され、「技術基準適合証明」の文言をいれた楕円形の証票と無線設備の種別を表す記号が制定された。 |
| 1982年 （昭和57年） | 10月 | 市民ラジオが技術基準適合証明の対象となり、「技術基準適合証明」の文言をいれた長方形の証票が制定されたが、種別を表す記号は制定されなかった。 |
| 1985年 （昭和60年） | 4月  | 端末機器の技術基準適合認定に関する規則が制定され、技術基準適合認定を表す円形マークが制定された。 |
| 1987年 （昭和62年） | 10月 | 電波法施行規則に呼出符号が指定されたことを表す円形マークが制定された。 技術基準適合証明を表す円形マークが制定され、コードレス電話は楕円形証票をこれにかえるものとされた。 |
| 1991年 （平成3年）  | 9月  | 技術基準適合証明は全て円形マークで表すものとされた。 - この際に市民ラジオにも種別の記号が定められた。 |
| 1994年 （平成6年）  | 4月  | 特定無線設備を改造した者に技適マークの除去が義務付けられた。 |
| 1995年 （平成7年）  | 4月  | 技術基準適合証明と技術基準適合認定の円形マークが改正され、共にＣの内部に稲妻と〒を配したものに変わった。 - 直径は5mm以上（容積が100cc以下の機器は3mm以上）、技適マークと通称され、技術基準適合証明と技術基準適合認定の両者が対象となっても表示は単一のマークでよいものとされた。 呼出符号指定のマークが廃止された。 |
| 1998年 （平成10年） | 11月 | 呼出符号の表示が廃止された。 |
| 2010年 （平成22年） | 4月  | 画面を有する機器に電磁的に記録し、映像として表示させることができることとなった。 |
| 2011年 （平成23年） | 12月 | 技術基準適合証明の工事設計認証番号は、特定無線設備の種別の記号の表記を要せずに複数の工事設計を単一の番号で表せることとなり、第一種・第二種特定無線設備について実施された。 |
| 2013年 （平成25年） | 4月  | 技術基準適合証明の工事設計認証番号は、すべて特定無線設備の種別の記号の表記を要せずに複数の工事設計を単一の番号で表すこととなった。 |
| 2014年 （平成26年） | 9月  | 直径は3mm以上とされた。 |